# Placogorgia campanulifera
Placogorgia campanulifera är en korallart som beskrevs av Nutting 1910. Placogorgia campanulifera ingår i släktet Placogorgia och familjen Plexauridae. Inga underarter finns listade i Catalogue of Life.